# Chandraniscus negoescuae
Chandraniscus negoescuae là một loài chân đều trong họ Haploniscidae. Loài này được George miêu tả khoa học năm 2004.